# گیزریتس
گیزریتس (به آلمانی: Gieseritz) یک منطقهٔ مسکونی در آلمان است که در والشتاوه واقع شده‌است. گیزریتس ۱۵۸ نفر جمعیت دارد.